# Dorothy Janis
Dorothy Janis (Dallas, 19 de fevereiro de 1912 – Paradise Valley, 10 de março de 2010) foi uma atriz norte-americana.

## Filmografia
- Kit Carson (1928)
- Fleetwing (1928)
- The Overland Telegraph (1929)
- The Pagan (1929)
- Lummox (1930)